# Aleksej Mizgirёv
Aleksej Mizgirёv (Myski, 1º luglio 1974) è un regista russo.

## Filmografia parziale

### Regista
- Buben, baraban (2009)
- Duėljant (2016)